# Robert Fuchs
Robert Fuchs (15 de febrero de 1847 - 19 de febrero de 1927) fue un compositor y profesor de música austriaco muy bien considerado en su tiempo. Como profesor de teoría de la música en el conservatorio de Viena enseñó a muchos compositores relevantes.

## Biografía
Nació en Frauental and der Lassnitz en Styria en 1847, siendo el más pequeño de trece hijos. Estudió con Felix Otto Dessoff y Josef Hellmesberger (padre) entre otros en el conservatorio de Viena, en donde obtuvo una plaza de profesor en 1875, que ocupó hasta 1912. Murió en 1927 a la edad de ochenta años. Fue hermano de Johann Nepomuk Fuchs, que fue compositor y director, sobre todo de óperas.
Robert Fuchs fue profesor de músicos tan notables como Gustav Mahler, Hugo Wolf, Jean Sibelius, Alexander von Zemlinsky, Erich Korngold, Franz Schmidt, Franz Schreker, Richard Heuberger, Leo Fall, Erkki Melartin y Leo Ascher. También fue profesor de Emile Jaques-Dalcroze.[cita requerida]

## Obra
La revista Gramophone dice: «Melódicos y disfrutables en todo momento, los tríos de piano de Robert Fuchs son una forma fácilmente accesible de llegar a conocer a un compositor que Brahms admiró grandemente. En su época Fuchs tuvo un gran reconocimiento, con algún crítico destacando su influencia en la segunda sinfonía de Mahler».
Su obra no es muy conocida principalmente porque él mismo no hizo mucho para promocionarla, prefiriendo llevar una vida tranquila en Viena y negándose a organizar conciertos, incluso cuando le llegaban oportunidades en otras ciudades. De todos sus admiradores el más notable es Brahms, quien prácticamente nunca valoró el trabajo de otros compositores. Pero refiriéndose a Fuchs, escribió: «Fuchs es un músico espléndido, todo es tan refinado y tan bien elaborado, inventado tan encantadoramente, que uno siempre está encantado». Que se sepa, ningún otro compositor recibió este tipo de elogio de Brahms. Directores coetáneos famosos, incluyendo Arthur Nikisch, Felix Weingartner y Hans Richter, promocionaron sus obras cuando tuvieron la ocasión. De toda su obra fue la música de cámara la que se ha considerado su mejor trabajo.
En vida, sus obras más conocidas fueron sus cinco serenatas, cuya popularidad fue tan grande que Fuchs adquirió el sobrenombre de "Serenaden Fuchs".
Johannes Moser y Paul Rivinius grabaron su Sonata n.º 2 en mi bemol menor, op 83 para violonchelo y piano en 2006, para Hänssler Classic.

### Música orquestal
- Sinfonías: sinfonía n.º 1 en do mayor, op 37; sinfonía n.º 2 en mi bemol mayor, op 45; sinfonía n.º 3 en mi mayor, op 79.

- Serenatas: serenata para orquesta de cuerda n.º 1 en re mayor, op 9; serenata n.º 2 en do mayor, op 14; serenata n.º 3 en mi menor, op 21; serenata para orquesta de cuerda y dos trompas en sol menor, op 51; serenata para pequeña orquesta en re mayor, op 53.

- Andante grazioso y capriccio para orquesta, op 63.

- Concierto para piano en si bemol menor, op 27.

### Música coral
- Óperas: Die Königsbraut (1889), Die Teufelsglocke (1891)

- Misas: misa en sol, op 108; misa en re menor, op 116; misa en fa.

### Música de cámara
- Quinteto para clarinete y cuarteto de cuerda en mi bemol mayor, op 102.

- Cuartetos de cuerda: n.º 1 en mi mayor, op 58; n.º 2 en la menor, op 62; n.º 3 en do mayor, op 71; n.º 4 en la mayor, op 106.

- Cuartetos para piano: n.º 1 en sol menor, op 15, n.º 2 en si menor, op 75.

- Tríos: en fa sostenido menor para viola y piano, op 115; siete piezas de fantasía para violín, viola y piano, op 57; trío de cuerda en la mayor; op 94; trío para piano en do mayor, op 22; trío para piano en si bemol mayor, op 72; trío para dos violines y viola, op 61; terzetto en do sostenido menor, op 107.

- Dúos: veinte dúos para violín, op 55; doce dúos para viola y violín, op 60; cinco sonatas para violín; diez piezas de fantasía para violín y piano, op 74; sonata para viola en re menor, op 86; seis fantasías para viola y piano, op 117; sonatas para violonchelo n.º 1 en re menor y n.º 2 en mi bemol menor, op 83; siete piezas de fantasía para violonchelo y piano, op 78; sonata para contrabajo en si bemol mayor, op 97; tres piezas para contrabajo y piano, op 96.

### Música para instrumentos solistas
- Órgano: fantasía en do mayor, op 87; fantasía en mi menor, op 91; fantasía en re bemol mayor, op 101; variaciones y fuga de un tema original.

- Piano: sonatas para piano n.º 1 en sol bemol mayor, op19; n.º 2 en sol menor, op 88; n.º 3 en re bemol mayor, op 109; doce valses, op 110; Tautropfen, trece piezas para piano, op 112; Jugendklänge, op 32.

- Arpa: fantasía, op 85.

### Obra didáctica
- Álbum para los jóvenes (Jugend-Album), op 47, para piano.